# Дрюкер, Леа
Ле́а (Ле́я) Дрюкер (фр. Léa Drucker; род. 23 января 1972, Кан, Кальвадос, Франция) — французская актриса.

## Биография
Родилась 23 января 1972 года во французском Кане (Нижняя Нормандия) в семье профессора медицины Жака Дрюкера и преподавательницы английского языка Мартины Дрюкер. Её родные дяди — известный телеведущий и продюсер Мишель Дрюкер (фр.) и бывший президент телеканала M6 Жан Дрюкер (фр.); двоюродная сестра — Мари Дрюкер (фр.).
Детские годы провела вместе с родными в США, между Вашингтоном и Бостоном, и на островах Шозе (Ла-Манш). Ещё учась в лицее, Леа начала интересоваться актёрской профессией. Тогда, в 1987 году, она начала участвовать в постановках драматического кружка Мольера в Париже.
В 1999 году, после окончания актёрских курсов в Школе на улице Бланш (которая впоследствии стала Национальной школой театрального искусства и техники) в Париже, Леа Дрюкер начала свою театральную карьеру. Молодая актриса получила роль в классической мольеровской пьесе «Мизантроп» режиссёра Роже Анена и нескольких современных постановках («Блан» Эммануэля Мари и др.). За театральные работы Дрюкер трижды (в 2001, 2004 и 2016 годах) была номинирована на получение главной французской театральной премии — Премии Мольера.
В кинематографе дебютировала в начале 1990-х, появившись в комедийной ленте «Деньги» с Сами Буажила. Затем были роли в драме «Спица» со звездой цикла фильмов «Такси» Сами Насери, фильмах «Убийца» с Матьё Кассовитцем, «Круто ты попал!» с Эдуардом Монтутом, «Возможно» с Жаном-Полем Бельмондо, «Хаос» с Венсаном Линдоном, «В моей коже» с Мариной де Ван, «Глюк» с Гийомом Кане, «Тигровые отряды» с Кловисом Корнийяком, «Отец, такая дочь» с Элоди Буше, «Свадебный торт» с Жереми Ренье и Клеманс Поэзи, «Синяя комната» с Матьё Амальриком и других.
В 2015 и 2016 годах Леа Дрюкер сыграла одну из главных ролей в рейтинговом телесериале «Бюро» («Бюро легенд»). В 2017 году сыграла главную роль Мириам Бессон в дебютном фильме режиссёра Ксавье Леграна «Опека», за которую в 2019 году была номинирована как лучшая актриса на премии «Люмьер», «Сезар» и «Хрустальный глобус».
За время своей кинокарьеры снялась в более чем 80 кино- и телефильмах, а также сериалах.

## Избранная фильмография
| Год  | Название               | Оригинальное название            | Роль          |
| ---- | ---------------------- | -------------------------------- | ------------- |
| 1997 | Убийца(ы)              | Assassin(s)                      | Леа           |
| 2002 | В моей коже            | Dans ma peau                     | Сандрина      |
| 2004 | Глюк                   | Narco                            | фигуристка    |
| 2016 | Новости с планеты Марс | Des nouvelles de la planète Mars | Мириам        |
| 2017 | Опекунство             | Jusqu'à la garde                 | Мириам Бессон |
| 2019 | Синонимы               | Synonymes                        | учитель       |
| 2022 | Невероятно, но факт    | Incroyable mais vrai             | Мари Дюваль   |
| 2022 | Близко                 | Close                            | Натали        |
| 2023 | Запретная страсть      | L'Été dernier                    | Анна          |
| 2023 | Марс Экспресс          | Mars express                     | Алин Руби     |